# Association François-Aupetit
Pour les articles homonymes, voir AFA et Aupetit.
L’association François-Aupetit, nom de marque afa Crohn RCH France, est une association française créée en 1982. Son objectif est de vaincre la maladie de Crohn et la rectocolite hémorragique, deux maladies inflammatoires chroniques de l'intestin (MICI).
Le nom de l'association vient de François Aupetit, malade de Crohn décédé en 1981. Ses fondateurs sont sa mère Janine Aupetit et le professeur Yves Le Quintrec, gastroentérologue.
L'association a été reconnue d'utilité publique en 1996.
L’afa Crohn RCH France se consacre à l'information et à l'accompagnement des malades et de leurs proches, au financement de la recherche contre les MICI, à la formation des professionnels de santé, au lobbying pour le droit des malades et l'amélioration du parcours de santé, Elle propose un ensemble de services destinés au maintien de la qualité de vie au quotidien.
Elle a obtenu l’agrément du ministère de la Santé en 2007 pour représenter les patients dans les établissements de santé. Elle est agréée pour la formation professionnelle depuis 2011.

## Missions

### Information et soutien aux malades et à leurs proches
L’afa Crohn RCH France propose et diffuse des informations utiles aux malades ainsi qu’à leurs proches à travers des supports d’informations, de réunions de malades et de proches, de conférences et de projections débats, un site internet et un réseau de bénévoles implanté sur toute la France.
L’objectif de l’afa est aussi de soutenir les malades et leurs proches par l'écoute et l'accompagnement dispensé par ses bénévoles ou ses permanents formés.
La plateforme MICI Connect propose depuis avril 2017 un ensemble d'informations pour mieux comprendre la maladie et suivre son évolution avec la possibilité d'échanger ses informations avec ses professionnels de santé dans la préparation d'une consultation.

### Soutien à la recherche
L'association soutient des programmes de recherches cliniques et thérapeutiques grâce à la subvention de projets sélectionnés par un comité scientifique. Les programmes retenus sont de deux sortes :
- l'aide au démarrage de groupes de recherche pour parvenir à la création de structures stables
- l'exploration de différentes voies de recherche que ce soit au niveau inflammatoire, immunologique, épidémiologique, bactériologique, psychologique ou encore thérapeutique.

En 2017, le projet Mikinautes a été soutenu à hauteur de 300 000 €. Il s'agit d'une étude visant à identifier les facteurs prédictifs des poussées inflammatoires en pédiatrie.
L'afa Crohn RCH France anime l'Observatoire des MICI pour conduire des enquêtes et générer des données à des fins de recherche en sciences humaines et sociales.

### Amélioration de la vie des malades
Certains malades de Crohn ayant fréquemment besoin d'aller au toilettes, l'association incite les communes à se doter de davantage de toilettes publiques. Cela a notamment poussé la ville de Montpellier à installer davantage de cabines.
Pour répondre à ce même problème, l'afa a mis en place la Convention Toilettes, qui permet de faire accéder les malades à des toilettes de commerces sur simple présentation d'une carte "urgence-toilettes". Cette convention a été adoptée par plusieurs villes, notamment Nancy. Les commerçants volontaires indiquent leur participation à cette initiative au moyen d'un autocollant. Ces toilettes privées sont recensées sur une application dédiée.

## Le comité scientifique
C'est le comité scientifique qui valide les projets ainsi que les protocoles de recherches. Il est composé principalement de professeurs et de médecins.